# 성남여자중학교 (경북)
성남여자중학교(城南女子中學校)는 대한민국 경상북도 영천시 도동에 있는 사립 중학교이다.

## 학교 연혁
- 1970년 11월 20일 : 학교법인 성남학원 인가
- 1971년 1월 30일 : 성남중학교 설립 인가
- 1971년 3월 2일 : 영양공민학교 학생 23명 성남중학교 제1회로 편입학
- 1973년 8월 14일 : 성남중학교 초대 김동식 교장 취임
- 1979년 3월 5일 : 제1회 성남여자중학교(278명) 입학
- 1981년 3월 1일 : 성남여자중학교로 교명 변경, 성남중학교 폐교, 성남여자중학교 개교
- 1982년 2월 15일 : 제1회 성남여자중학교 졸업
- 2011년 4월 8일 : 교육과기술부 공모 창의경영학교(자율형) 선정 2011년~2013년
- 2011년 5월 25일 : 선진형(A-type) 교과교실제 학교로 지정
- 2018년 2월 28일 : 도서관 현대화 사업 준공
- 2018년 10월 25일 : 디지털교과서 선도학교 지정
- 2019년 4월 25일 : 제7대 정훈석 학원 이사장 취임
- 2023년 3월 1일 : 제13대 백종걸 교장 취임
- 2023년 12월 29일 : 제43회 졸업식(110명)
- 2024년 3월 4일 : 2024학년도 입학식(115명)

## 참고 자료
- 성남여자중학교 - 한국교육학술정보원 학교알리미